# 1721 en France
Chronologie de la France
- 1717
- 1718
- 1719
- 1720
- 1721
- 1722
- 1723
- 1724
- 1725

Cette page concerne l’année 1721 du calendrier grégorien.

## Événements

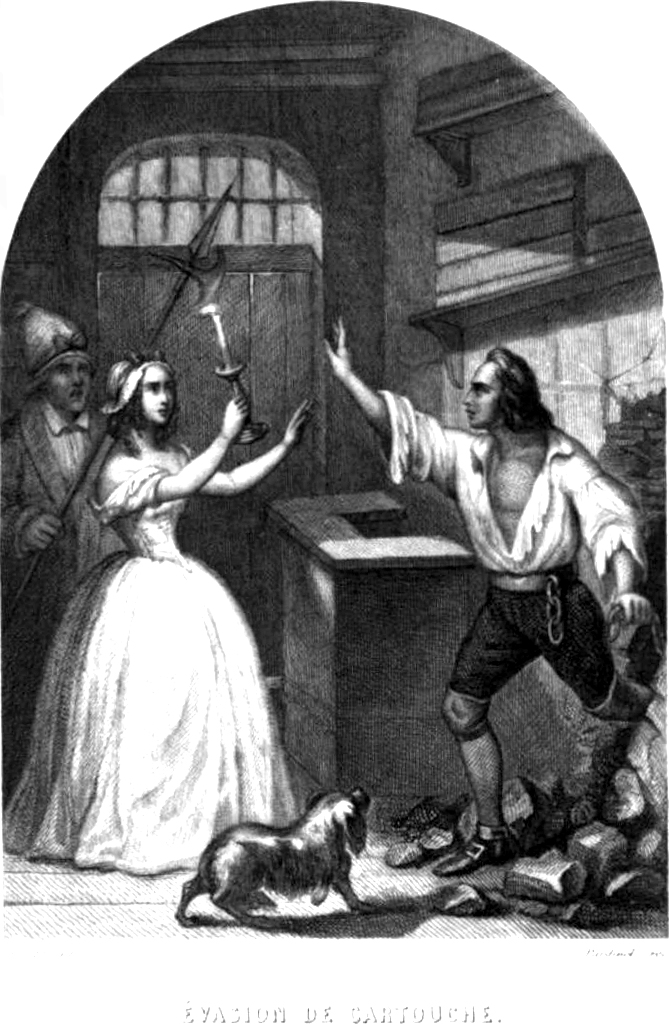
2 mars : évasion de Cartouche.

- 6 janvier : arrestation de Cartouche[1] ; il s’évade dans la nuit du 1er au 2 mars[2].
- 26 janvier : création de la commission du visa dans le cadre de l’opération du visa et de la liquidation de la dette, dirigée par Joseph Pâris Duverney[3].
- 8 mars : la France s’empare du fort d’Arguin, colonie du Brandebourg, sur la côte de Mauritanie actuelle. Il est repris par les Maures alliés aux Hollandais le 11 janvier 1722[4].
- 21 mars : l’ambassadeur turc, Mehmet Effendi, entré à Paris le 16 mars, est reçu en audience par le roi aux Tuileries[5].

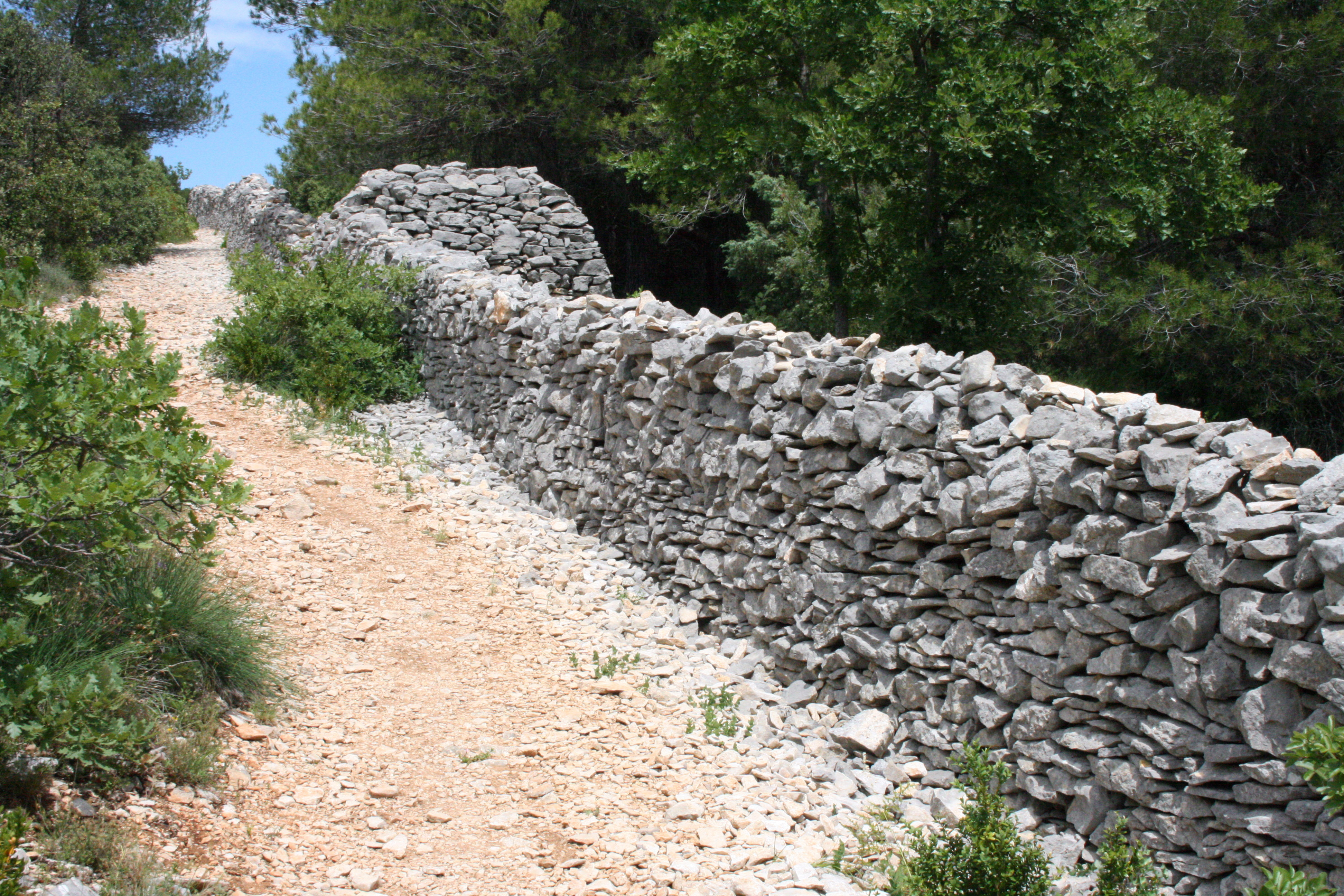
Mur de la peste (1721). Cabrières-d’Avignon

- Mars - août : construction du mur de la peste entre Avignon et Sisteron, mur en pierres sèches de 100 km de long et de 2 mètres de haut bordé d’un fossé[6].

- 27 mars : double alliance entre la France et l’Espagne au traité de Paris[7].

- Mai : la peste atteint à Marvejols, puis Mende. Le 20 août, un cordon sanitaire bloque le Gévaudan, le Velay, et une partie du Vivarais[8].

- 14 juillet : l’abbé Dubois est fait cardinal[9].
- 26 juillet - 12 août : projet des mariages espagnols, qui doivent unir le jeune Louis XV et la fille de Philippe d’Orléans à deux enfants de Philippe V d’Espagne[9].
- 29 juillet : un arrêt du Conseil résilie le bail du tabac de la Compagnie des Indes, à compter du 1er septembre pour l’affermer[10].

- 17 août : la peste est à Avignon dans le Comtat[11].
- 21 août : les églises se rouvrent à Marseille. Fin de la peste[12]. Elle se termine en Gévaudan en octobre[13].

- 9 septembre : la peste est à Alès en Languedoc[11].
- 23 septembre : les Français colonisent l’île Maurice[14].
- 14 octobre : Louis Dominique Cartouche est arrêté de nouveau sur dénonciation[1].
- 23 octobre : Saint-Simon, nommé ambassadeur de France en Espagne, part de Paris pour Madrid où il arrive le 21 novembre (fin en le 24 mars 1722)[15].
- 28 novembre : le bandit Cartouche, récemment arrêté, meurt sur la roue après avoir subi la question[3]. Le procès de ses complices dure jusqu'en 1728 : 742 personnes sont inculpées et 329 condamnées[16].

- Disgrâce de Jean-Baptiste Colbert, marquis de Torcy (1665-1746)[17].